# Stade Christian-Goumondie
Le stade municipal Christian-Goumondie (anciennement stade de Madrazès) est le principal stade de rugby de la ville de Sarlat-la-Canéda. L'enceinte se trouve, près de la route de Souillac. Lieu de résidence de l'équipe de rugby à XV du Club athlétique sarladais Périgord noir qui voit le jour en 1903 sous l’égide de l’association omnisports « La Salamandre » (emblème de la ville).

## Histoire
Avant 1921, les rencontres avaient lieu sur esplanade du jardin du plantier, et de 1912 à 1921 sur le terrain des Pechs. Depuis 1921, le club de rugby n'a quitté son terrain de Madrazès, qu'une fois lors de la saison 1946-1947, pour cause de travaux embellissement du stade.
En 1926, le CAS achète les parcelles d’une superficie totale de 1ha 43a 80ca pour un prix de 11 000 francs. 6 000 sont payés par le club, les 5 000 restants sur les deniers de dix fidèles supporters sarladais Georges Maleplate, Etienne Gratadou, Emile Delair, Léon-Jean Merly, Pierre Barret, Emile Frit, Gabriel Sourie, André Lasserre, Robert Sanfourche puis Louis Arlet qui sera le maire de Sarlat-la-Canéda, de (1936-1941, 1944-1947, 1953-1959). remboursables sur 10 ans.
En 1937, le projet de création du stade municipal voit le jour.
travaux d'aménagement puis en 1970, agrandissement des tribunes.
Lors des années 1979/1980 sous l’impulsion de Daniel Delpeyrat, Delpeyrat (entreprise), joueurs et dirigeants construisent le club House avec l’appui de la municipalité et le soutien de plusieurs entrepreneurs.
En 2017, Unanimement saluée par les internautes sarladais, l’idée a été visiblement approuvée par le maire Jean-Jacques de Peretti. En accord avec le président du CASPN, le stade de Madrazès porte de le nom de Christian Goumondie dit le « Goum’s » en hommage au champion de France juniors avec le Club athlétique Périgueux Dordogne, et l’ancien trois-quarts qui à évolué sous le maillot du club de rugby,.
Le 14 septembre 2024 est inaugurée la nouvelle piste d'athlétisme portant le nom de la championne d'athlétisme Nicole Duclos, en sa présence, celle-ci ayant fait partie de 1974 à 2010 des clubs Sarlat OC puis Périgord Noir Athlétisme.